# Calileptoneta ubicki
Espèce
Calileptoneta ubicki est une espèce d'araignées aranéomorphes de la famille des Leptonetidae.

## Distribution
Cette espèce est endémique de Californie aux États-Unis. Elle se rencontre dans le comté de Monterey.

## Description
Le mâle holotype mesure 2,31 mm et la femelle paratype 2,31 mm.

## Étymologie
Cette espèce est nommée en l'honneur de Darrell Ubick.

## Publication originale
- Ledford, 2004 : A revision of the spider genus Calileptoneta Platnick with notes on morphology, natural history, and biogeography (Araneae: Leptonetidae). Journal of Arachnology, vol. 32, no 2, p. 231-269 (texte original).